# Strupfläcksbatis
Strupfläcksbatis (Batis molitor) är en fågel i familjen flikögon inom ordningen tättingar.

## Utseende och läte
Strupfläcksbatisen är en söt och knubbig flugsnapparlik övervägande svartvit fågel. Hanen har ett brett svart bröstband och vit strupe, medan honans bröstband är kastanjebrunt och på strupen syns en stor likfärgad fläck som gett arten dess namn. Olikt flera andra batisar saknar den brunt i vingen. Lätet är ett karakteristiskt nedåböjt och tretonigt, ibland följt av klickande ljud och näbbknäppbningar.

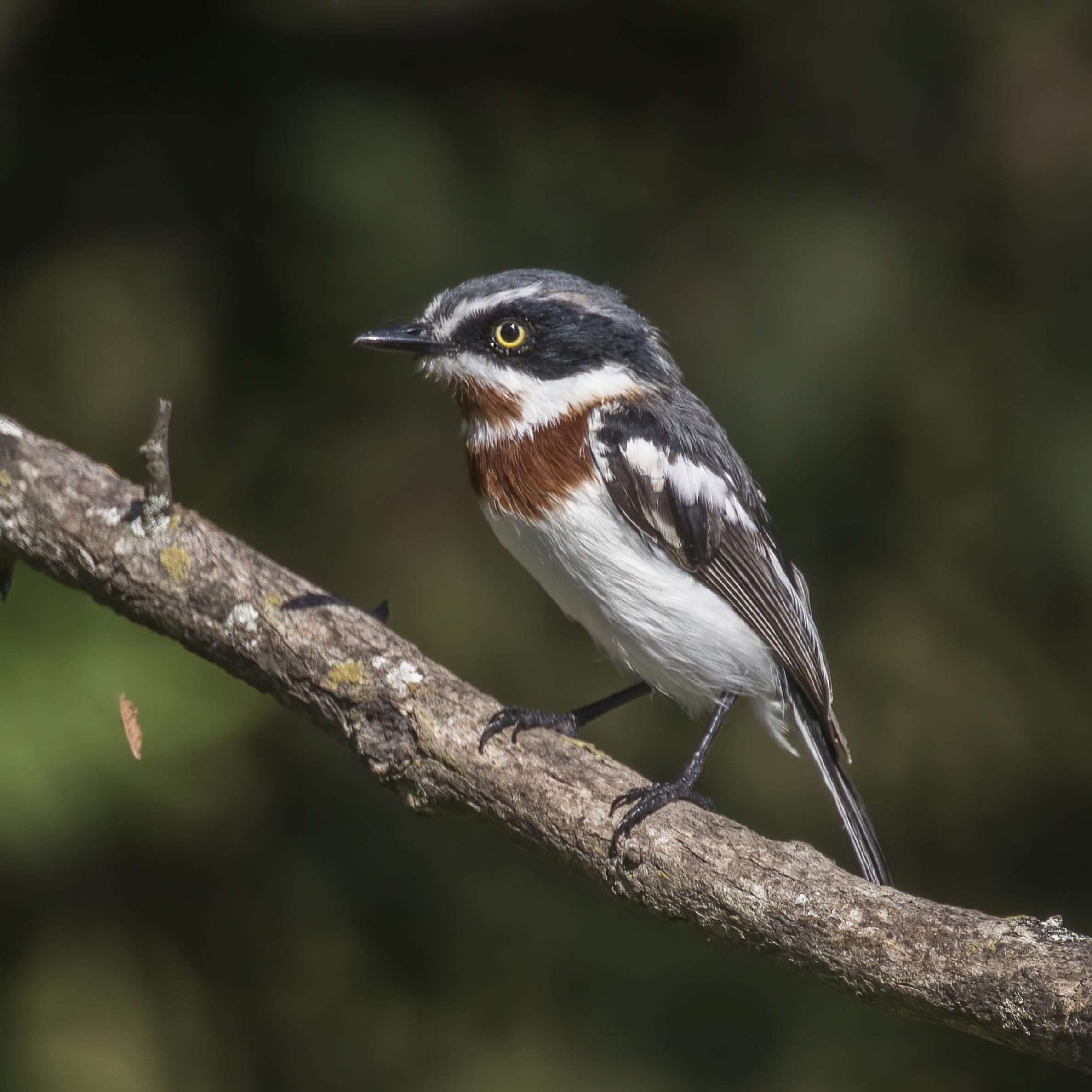
Hona uppvisande fläcken på strupen som gett arten dess namn.

## Utbredning och systematik
Strupfläcksbatis delas in i fyra underarter:
- Batis molitor pintoi – förekommer från sydöstra Gabon till Angola, sydvästra Demokratiska republiken Kongo och nordvästra Zambia
- Batis molitor puella – förekommer från östra Demokratiska republiken Kongo till Uganda, västra Kenya och västra Tanzania
- Batis molitor palliditergum – förekommer från södra Demokratiska republiken Kongo till Namibia, Botswana, Malawi och norra Kapprovinsen
- Batis molitor molitor – förekommer från södra Moçambique till östra Kapprovinsen

## Levnadssätt
Strupfläcksbatisen hittas i savann, öppna lövfällande skogar och kanter av bergsskogar. Där ses den enstaka eller i par, ofta som en del av kringvandrande artblandade flockar. Den rör sig aktivt mellan träden och plockar insekter från bladverket eller från luften.

## Status
Arten har ett stort utbredningsområde och beståndet anses stabilt. Internationella naturvårdsunionen IUCN listar den därför som livskraftig (LC).